# José Sequera y Sánchez
José María Sequera y Sánchez (Baeza, 27 de diciembre de 1823 - Jaén, 26 de abril de 1888) fue un compositor y maestro de capilla español.

## Vida
José María Sequera y Sánchez nació en Baeza, en la provincia de Jaén, hijo de Pedro Sequera y de Joaquina Sánchez.

En la ciudad de Baeza a veinte y siete dias del mes de Diciembre de mil ochocientos veinte y tres años. Yo el Mtro. D. Blas Gallego Martinez, Cura de esta Iglesia Parroquial del Sr. S. Pablo, Bautizé y Crismé solemnemente a José M.ª de S. Esteban, hijo legítimo de Pedro Sequera y de Joaquina Sánchez: Nació el dia veinte y cinco del mismo a las doce y media de su madrugada, calle del Carmen. Abuelos paternos: Pedro Sequera y Severiana Bustamante, naturales de Baeza. Abuelos maternos: Pedro Sánchez, natural de Sabiote y María Lozano, natural de Santisteban. Fué madrina la abuela materna a quien declaré el parentesco espiritual [...]
Parroquia San Pablo (Baeza), Libro 12 de Bautismos. Folio 261 v.

Era el mayor de tres hermanos, siendo las hermanas menores Casimira (1827) y Dolores. La familia se trasladó a Jaén en fecha desconocida y cuando José tenía nueva años, en 1833, se le admitió como seise en el Colegio de San Eufrasio, que pertenecía a la Catedral de la Asunción. Allí se formó musicalmente bajo la tutela del maestro de capilla, organista de la catedral y rector del colegio, Manuel Laguía, además del primer violinista, José Morales, y el primer bajonista, José del Valle. Con trece años ya comenzaba a tocar el órgano para la Misa de la Virgen.
En 1939 solicitó al cabildo el cargo de «ojero» que estaba vacante por haber partido el anterior, Victoriano Monereo, a Leganés. El cabildo aceptó la solicitud con la condición de que el dinero que cobrase fuera para el colegio, para ayudar en su mantenimiento. Un año más tarde, con diecisiete años y todavía colegial, se le concedió permiso para dar lecciones privadas de música fuera de la catedral, «en traje de calle». Además solicitó que se le concediese una renta para ayudar a sus padres, que le fue aumentada en un real diario en 1841. En 1842 se extinguía la capilla de música de la catedral jienense.
Sequera continuó en el colegio, supliendo en ocasiones al maestro de solfeo «con notoria exactitud», y en 1844 se le concedió la permanencia en el colegio «abonándole por ello 200 reales desde el 10 de enero del corriente año». A partir de ese momento ejercería de profesor de solfeo y piano. En junio de ese año solicitaba la plaza de «salamista» que se hallaba vacante, alegando «hallarse con voz de la misma cuerda y con suficiente aptitud y conocimientos no sólo en el canto de órgano, sino también en el figurado y llano [...]», de lo que no se tiene constancia de una respuesta. Dos años más tarde dejaba el cargo de «ojero» que podía realizar un seise; la intención era dedicarse a otras actividades para la Catedral, ya que sus rentas eran muy escasas.
En 1853 aparece mencionada por primera vez una composición de Sequera, «Don José Sequera, profesor de música e individuo de la capilla de música de esta santa iglesia, ha compuesto un himno de Magníficat para uso de la misma, si el Cabildo lo permite, y se acordó acceder a él.» Ese mismo año, el 16 de noviembre, solicitaba la plaza de maestro de capilla, «... se
halla en edad capaz de optar al beneficio; en cuanto a los conocimientos musicales que para ello se necesitan y aunque seglar hoy, no tiene impedimento ninguno que le prohíba recibir el Sacramento del Orden, para lo cual tiene hechos los estudios que son de primera necesidad, que son la moral y el latín [...]». Sin embargo no le concedieron la plaza y tuvo que presentarse a unas oposiciones para la plaza al año siguiente. La prueba fue juzgada por Manuel Ortiz, beneficiado maestro de ceremonias y profesor de música de la catedral, y Juan María Pancorbo, primer organista, que se decidieron por el contrincante de Sequera, Francisco Ruiz Tejada, al que se concedió la plaza sin conocerse las razones exactas de esta decisión.
En 1856 trató de nuevo de conseguir el cargo de salmista, sin éxito, y al año siguiente comenzó a preparar su partida de Jaén, solicitando un certificado de la oposición y censura de la oposición que había realizado, así como de su comportamiento y conducta en el tiempo de servicio que llevaba. Dos meses más tarde se presentó a las oposiciones al magisterio de la Catedral de Granada, que no obtuvo.
El 2 de julio de 1857 aparecía en el Boletín Oficial de Jaén un «aviso importante» sobre el negocio de Seguera:

«En la calle Cambil, casa de don José Sequera, profesor de música, acaba de constituirse un depósito de pianos de todas clases y precios, los cuales se enajenan, se cambian por otros usados y se alquilan a precios convencionales y cómodos. Son de constructores ventajosamente conocidos y se garantizan por tiempo determinado.
En el mismo punto se hallan de venta los metrónomos, importante instrumento, nuevamente inventado para marcar el compás, cuya utilidad no sólo para los que empiezan a aprender música, sino para los profesores, está generalmente reconocida.
También hay en dicho punto un abundante surtido de piezas de música para canto y piano, impresas por la aplicación de la tipografía a este ramo, que antes se hacía con planchas grabadas, por cuyo sistema han sufrido los precios una considerable rebaja. Las piezas así publicadas por los señores López Vallejo y compañía en Madrid, privilegiados por su adelanto, son lo más escogido del repertorio de música moderna, de lo que se convencerán los aficionados examinando los catálogos.
Por último, se admiten encargos de toda clase de piezas de música, las cuales vendrán inmediatamente de Madrid, sin aumento de parte ni comisión.
Boletín Oficial de Jaén, 2 de julio de 1857

Ese mismo año Francisco Ruiz, el maestro de capilla, deja los cargos de rector y administrador del colegio, cargo anexo al magisterio, por la edad y tener problemas de salud. Se nombró interinamente a Sequera, en ese momento «bajo cantante de la capilla de música», para los cargos. Un año más tarde, ya presbítero, conseguía el cargo de sochantre primero, pero «haciéndose notar que el opositor, señor Sequera, se ha criado en el colegio, servicio no interrumpido en la catedral y otras consideraciones que se han tenido presentes [...]». En esos cargos tuvo que enfrentarse a la desamortización de Madoz, por lo que propuso reducir los seis colegiales «de gracia» a tres.
Tras haber tomado una gran parte de las responsabilidades del magisterio metropolitano en los años anteriores, finalmente el 22 de noviembre de 1865 el cabildo nombra al «beneficiado sochantre don José Sequera» maestro de capilla «hasta nueva orden». El primer organista, Juan María Pancorbo, había fallecido y maestro de capilla, Francisco Ruiz Tejada, dejaba el magisterio vacante para ocuparse de la organistía, un cargo más sencillo y más adecuado para su edad y estado de salud, para el que se creó un beneficio.
En 1869 se le nombra como «director de la capilla de música», lo era equivalente al cargo de maestro de capilla que ostentaba de forma interina. Al año siguiente la catedral tuvo que vender las alhajas para mantener el «culto divino» y se llegó a suprimir la música. Los músicos fueron despedidos a algunos de los salarios no fueron entregados. Sequera continuó como responsable del colegio, para lo que incluso tuvo que desplazarse a Madrid para gestionar sus bienes. En 1874 tuvo que regresar a Madrid a reclamar el dinero que el Estado debía a la diócesis. Las gestiones se complicaron y tuvo que ir el maestrescuela en persona.
El 28 de marzo de 1874 vacaba la canongía de Policarpo Romero Vidal, siendo nombrado canónigo en sustitución José Sequera. Entretanto quedaba vacante el cargo de sochantre, que fue solicitado por Miguel Galán, y el cargo de maestro de capilla, que fue ocupado de nuevo por Francisco Ruiz Tejada; pero Sequera mantuvo la dirección del colegio. En los años siguientes tendría diversas responsabilidades en la Catedral: superintendente de fábrica, distribuidor y contador, etc. Además realizó importantes gestiones y actos protocolarios en nombre del cabildo, como el saludo al rey «a su paso para Madrid» o disponer las rogativas para que desaparezca la plaga de langostas de 1877.
El 12 de mayo de 1882 fue nombrado maestrescuela, «según real cédula despachada en Madrid el 3 del último,
en la vacante por fallecimiento de señor licenciado don Maximiano Angel y Alcázar (q.s.g.h.)», el margo más alto que llegaría a poseer. El año siguiente renunció al cargo de superintendente.
El 17 de marzo de 1887 el deán comunicó que «no hallándose mejor de la enfermedad que desgraciadamente aqueja a dicho señor maestrescuela, éste desea recibir el Viático», por lo que decidió «esta tarde, a las cuatro, con la mayor solemnidad y según está acordado, salga de esta santa iglesia catedral S. D. M. acompañada del excelentísimo Cabildo, beneficiados, ministros y capilla de música y se administre en forma de Viático al enfermo, para lo cual el señor maestro de ceremonias dispondrá lo conveniente». Todavía viviría un año, hasta el 27 de abril de 1888, fecha en la que «[...] A las nueve de la noche última, ha dejado de existir nuestro querido hermano el señor don José Sequera y Sánchez, dignidad de maestrescuela de esta santa iglesia (q.e.p.d.)».

## Obra
La personalidad de José Sequera excede la composición de música religiosa y se amplía en la enseñanza musical, propagando el nuevo instrumento social que representaba el piano en la época.
Su música posee una rica orquestación, a pesar de los problemas económicos que estaban pasando las catedrales españolas, en la que se aprecia una tendencia melodramática italiana en las partes vocales y que compensa con la vena melódica.
La ingente obra conservada en la Catedral de Jaén, unas 117 obras, consiste principalmente en obras religiosas en latín —salmos, misas, lamentaciones, responsorios, Stabat Mater, etc.—, aunque también las realizó en castellano —villancicos, coplas, gozos. También compuso alguna obra profana, como la Marcha real e himno a S.M. la reina, dedicado a la reina Isabel II con ocasión de su visita a Jaén en 1862. Destaca sobre todo su Misa Pastorela, que fue fue tocada en numerosas ocasiones hasta el siglo XX, en la que se dejó de tocar con el Concilio Vaticano II.